# Charles Montgomery Burns
Charles Montgomery “Monty” Burns vagy egyszerűen Mr. Burns A Simpson család című amerikai rajzfilmsorozat egyik szereplője. Ő a Springfieldi Atomerőmű tulajdonosa. Eredeti hangja Harry Shearer, előtte Christopher Collins, magyar hangja Szuhay Balázs, majd Rudas István
Springfield leggazdagabb embere, becsült vagyona nettó 996 millió dollár. Rutinszerűen használja hatalmát és vagyonát, hogy azt tegye, amihez csak kedve van – teljesen figyelmen kívül hagyva a következményeket, vagy hogy a hatóságok mit szólnak ehhez.
Bár eredetileg csak egy visszatérő gazembernek szánták, aki alkalmanként megjelenik a család életében és tönkreteszi azt, de végül olyan népszerű lett, hogy állandó és meghatározó alakja a sorozatnak.
Személye megtestesíti az amerikai nagytőkésekről kialakult legtöbb sztereotípiát, azok csillapíthatatlan vágyáról a vagyon és a hatalom folytonos növeléséről és szintén szimbolizálja a törtető vállalati vezetőket, gyakran elfelejti az alkalmazottak nevét és teljesen hidegen hagyja azok biztonsága vagy jóléte.
Kedvenc kifejezése a kitűnő, amit lassan, vészjóslóan motyog.

## Kora
Mr. Burns szeptember 15-én született, de születésének éve nem egyértelmű. Kora változik a sorozat folyamán, egyértelműen 81 évesnek van említve a Simpsons and Delilah című epizódban, míg a Ki lőtte le Mr. Burns-t? címűben 104 évesként. A Fraudcast News epizódban, ami eredetileg 2004-ben került adásba, Burns megemlíti, hogy 1889-ben született, ami arra enged következtetni hogy 115 éves. Alkalmanként, mint Springfield legidősebb lakosa van megemlítve.
Gyakori célzások a 19. század végére teszik Burns születésnapját. Volt egy jogosítványa, ami 1909-ben járt le, a Yale-en diplomázott 1914-ben és egy 19. századi fametszeten van ábrázolva – ahogy éppen gyerekeket terrorizál.
Más célzások szerint több ezer vagy millió éves. Az ATM kódja – ami megegyezik a korával – négy számjegyű és születési helyeként Pangea is meg volt már említve.

## Élete
A Burns családnak mély gyökerei vannak az Egyesült Államokban. Mr. Burns ükapja, Franklin Jefferson Burns, részt vett a Bostoni teadélutánon. Mr. Burnsnek feszült viszonya volt édesanyjával, akinek viszonya volt Taft elnökkel.
Gyerekként boldogan élt szüleivel, öccsével George Burns-szel és játékmackójával, Bobóval. Az egyik részben megkérdezik a szülei halálának okairól, mire ő ezt válaszolja: útban voltak.
Fiatalon elhagyta családját egy kapzsi, szívtelen milliárdossal, akinek tulajdonában volt egy "atom-malom" Springfield-ben, ahol a munkások "atomot hasítottak" oly módon, hogy  hatalmas kalapácsokkal csapkodták az üllőt. Burns kiváltságos életet élt és szerencsétlen bevándorló munkások bántalmazásával szórakoztatta magát. Később a Yale Egyetemre járt, ahol természettudományt és közgazdaságtant tanult, tagja volt az egyetemi futballcsapatnak és a Skull and Bone titkos társaság is beavatta a tagságába. 1914-ben diplomázott. Valamikor az 1930-as években belépett a náci pártba és az ss-be.

## Magyar vonatkozása
Mr. Burns a sorozat The Burns and the Bees részében új kosárlabda stadionja megnyitóján tévedésből egy fiktív magyar himnuszt énekelt az amerikai himnusz helyett az Osztrák–Magyar Monarchia idejéből. Hogy felvilágosítsa tévedéséről, asszisztense címszavakban felsorolta a magyar történelmet a monarchia korától az Európai Unióig.